# Múrcia (mitologia)
Múrcia, Murtea ou Murtia era um epíteto de Vénus em Roma, onde esta tinha um templo com uma estátua - como é referido por Sexto Pompeu Festo, Apuleio (nas "Metamorfoses") e Marco Terêncio Varrão. 
Este sobrenome, que se acredita advir de Myrtea (murta), parece indicar o gosto que a deusa tinha por esta planta. Diz-se, de facto, que existia um bosque de murta frente ao seu templo, no sopé do monte Aventino, como nos conta Plínio, o Velho. 
Outros autores cristãos, de forma claramente propagandística contra o culto pagão, como Agostinho de Hipona, na sua De Civitate Dei fazem advir o nome da palavra murcus, que significa estúpido ou palerma (note-se que no norte de Portugal existe o termo "morcão" ou "murcão". Outros, ainda, fazem derivar a palavra do termo usado em Siracusa, μυκρός, ou seja, terno.